# Coloradoíta
La coloradoíta es un mineral de la clase de los minerales sulfuros, siendo un teluriuro del llamado "grupo de la esfalerita. Fue descubierto en 1877 y nombrado por encontrarse en el estado de Colorado (EE. UU.).
La coloradoíta fue descubierta por primera vez en las minas Smuggler, Keystone y Mountain Lion, pero más tarde también en muchas otras áreas del estado de Colorado. El mineral fue descrito en 1877 por Friedrich August Genth.

## Características químicas
No suele ser teluriuro de mercurio puro, pues es frecuente que tenga impurezas de plomo.

## Formación y yacimientos
Puede encontrarse en zonas hidrotermales, en filones de metales preciosos y otros minerales del telurio.
Asociado comúnmente a los minerales: tetraedrita, tennantita, esfalerita, pirrotita, pirita, petzita, krennerita, oro, galena, calcopirita, calaverita y altaíta.

## Usos
Además de por ser mena del codiciado industrialmente mercurio, es buscado en minería como mineral índice pues suele estar asociado a yacimientos de oro y plata.